# Quartz Hill

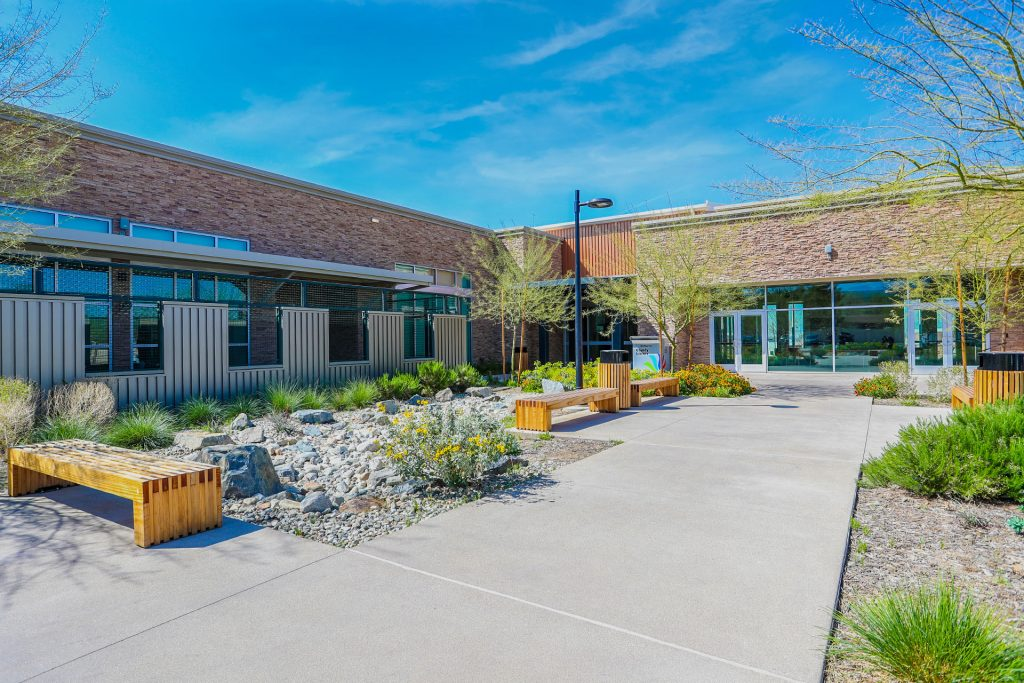
Quartz Hill, Bibliothek (2024)

Quartz Hill ist ein census-designated place (CDP) im Los Angeles County im US-Bundesstaat Kalifornien. Er hat eine Fläche von 9,9 km². Das U.S. Census Bureau hat bei der Volkszählung 2020 eine Einwohnerzahl von 11.447 ermittelt. Der Ort liegt bei den geographischen Koordinaten 34,65° Nord, 118,21° West. Der Name leitet sich von dem in der Umgebung vorkommenden Quarz ab.

## Lage und Geologie
Quartz Hill liegt im Antelope Valley und grenzt an Lancaster, Northwest Palmdale und Palmdale. Es liegt etwa 41 Meilen nördlich von Los Angeles. Der Ort liegt auf einer Höhe von 716 m über dem Meeresspiegel.
Entlang von Erdbebenspalten hat sich Gold in Quarz- und Pyritadern in Quartz Hill mineralisiert.

## Klima
Die Jahresdurchschnittstemperatur beträgt 18,2 °C. Die Niederschlagsmenge ist 349 mm über das Jahr verteilt.

## Bevölkerung
Die Volkszählung in den USA ergab 2010, dass in Quartz Hill zu der Zeit 10.912 Personen lebten. Zehn Jahre zuvor hatte der Zensus von 2000 noch 9.351 Einwohner ergeben.
Die Bevölkerung ist zu 73,6 % weiß. Die häufigste Abstammung ist deutsch (16,3 %) vor irisch (9,2 %). Nur ein kleiner Bevölkerungsteil von 6,1 % ist außerhalb der USA geboren. 77,5 % der Haushalte leben im eigenen Haus.

## Wirtschaft
Quarz Hill wurde bis in die 1970er vor allem landwirtschaftlich genutzt. Es wurden vor allem Mandeln und Luzernen angebaut und Truthahnzucht betrieben. Der Wasserspiegel fiel, was die Luzernen vertrocknen ließ. Die Mandelbäume fielen einer Erkrankung zum Opfer. Heute leben die Bewohner vor allem von der Luftfahrtindustrie.
Bis 1988 verfügte Quarz Hill mit dem Quarz Hill Airport über einen kleinen Flughafen. Das Flughafengelände wurde mit Wohnhäusern bebaut, nachdem er geschlossen wurde. Der IATA-Code für den Flughafen war RZH.

## Öffentliche Einrichtungen

### Polizei
Quartz Hill verfügt über keine eigene Polizeibehörde. Polizeiaufgaben werden von den Büros des Sherrifs des Los Angeles County in Palmdale und Lancaster wahrgenommen.

### Schulen
Quartz Hill wird von fünf öffentlichen Grundschulen (Jahrgangsstufen Kindergarten bis sechste Klasse) und zwei öffentlichen Mittelschulen (Jahrgänge 6 bis 8) bedient.
Quartz Hill verfügt mit der Quartz Hill High School über eine öffentliche High School. Diese Schule war die erste High School im Antelope Valley. Die Sportmannschaft trägt den Namen Rebels In den 1990ern kam es zu einer Kontroverse, da das Schulembleme die Fahne der konföderierten Staaten zeigte und Symbole in Bezug auf das Sport-Team Symbole der Südstaaten waren. Das Schulmaskottchen wurde 1995 von einem die konföderierte Fahne schwingenden Rebellen in einen Rebellen der Amerikanischen Revolution geändert.
Im Dezember 2005 wurden zwei Teenager verhaftet, die für den Valentinstag 2006 ein Schulmassaker an der High School geplant hatten. Sie wollten den Amoklauf an der Columbine High School nachahmen.
Der Ort verfügt ferner über eine Privatschule, die Antelope Valley Christian School. Diese Privatschule bietet Unterricht vom Kindergarten bis zur zwölften Klasse an.

### Bibliothek
Die Los Angeles County Public Library unterhält eine Niederlassung in Quartz Hill.

## Festivals
Seit 1950 richtet die Quartz Hill Chamber of Commerce jährlich das Almond Blossom Festival (Mandelblütenfest) aus.